# Великий Тростянець
Вели́кий Тростяне́ць — село в Україні, у Щербанівській сільській громаді Полтавського району Полтавської області. Населення становить 1137 осіб. 

## Географія
Село Великий Тростянець знаходиться за 2 км від правого берега річки Ворскла, на відстані 1 км від сіл Малий Тростянець та Квіткове. Навколо села — декілька невеликих лісових масивів, ставок.

## Історія
- У 1765—1769 роках село Тростянецький Яр входило до складу Першої Полтавської сотні Полтавського полку.
- 12 червня 2020 року, відповідно до розпорядження Кабінету Міністрів України № 721-р «Про визначення адміністративних центрів та затвердження територій територіальних громад Полтавської області», село увійшло до складу Щербанівської сільської громади[1].
- 19 липня 2020 року, в результаті адміністративно - територіальної реформи та ліквідації Полтавського району(1925-2020), село увійшло до складу новоутвореного Полтавського району[2].

## Економіка
- «Союз селян „Тростянець“», ТОВ;
- «Лідія», ТОВ;
- ВАТ «Промагроенергія».

## Об'єкти соціальної сфери
- Тростянецький навчально-виховний комплекс;
- Будинок культури;
- Церква;
- 6 магазинів.

## Відомі люди

### Народились
- Кишкар Павло Миколайович — командир групи інформаційної війни добровольчого батальйону «Донбас» Національної гвардії України. Народний депутат України.